# Ouder-Amstel
Ouder-Amstel es un municipio neerlandés situado en la provincia de Holanda Septentrional.
En 2016 tiene 13 421 habitantes.
El municipio incluye las localidades o barrios de Duivendrecht, Ouderkerk aan de Amstel y Waver.
Se ubica en la periferia meridional de Ámsterdam, junto a la carretera A2 que lleva a Utrecht.

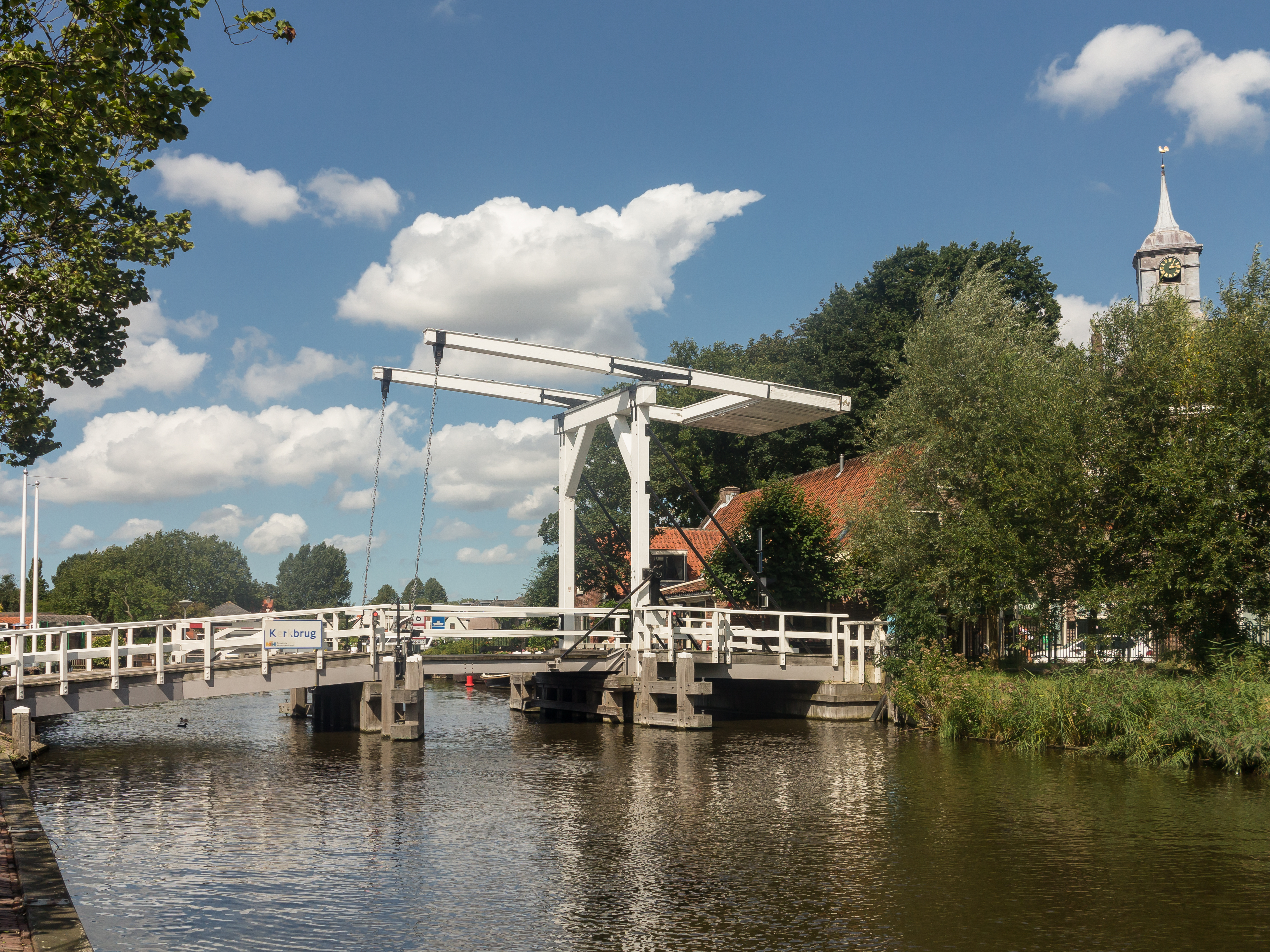
Ouderkerk ad Amstel, el puente oscilante: el Kerkbrug
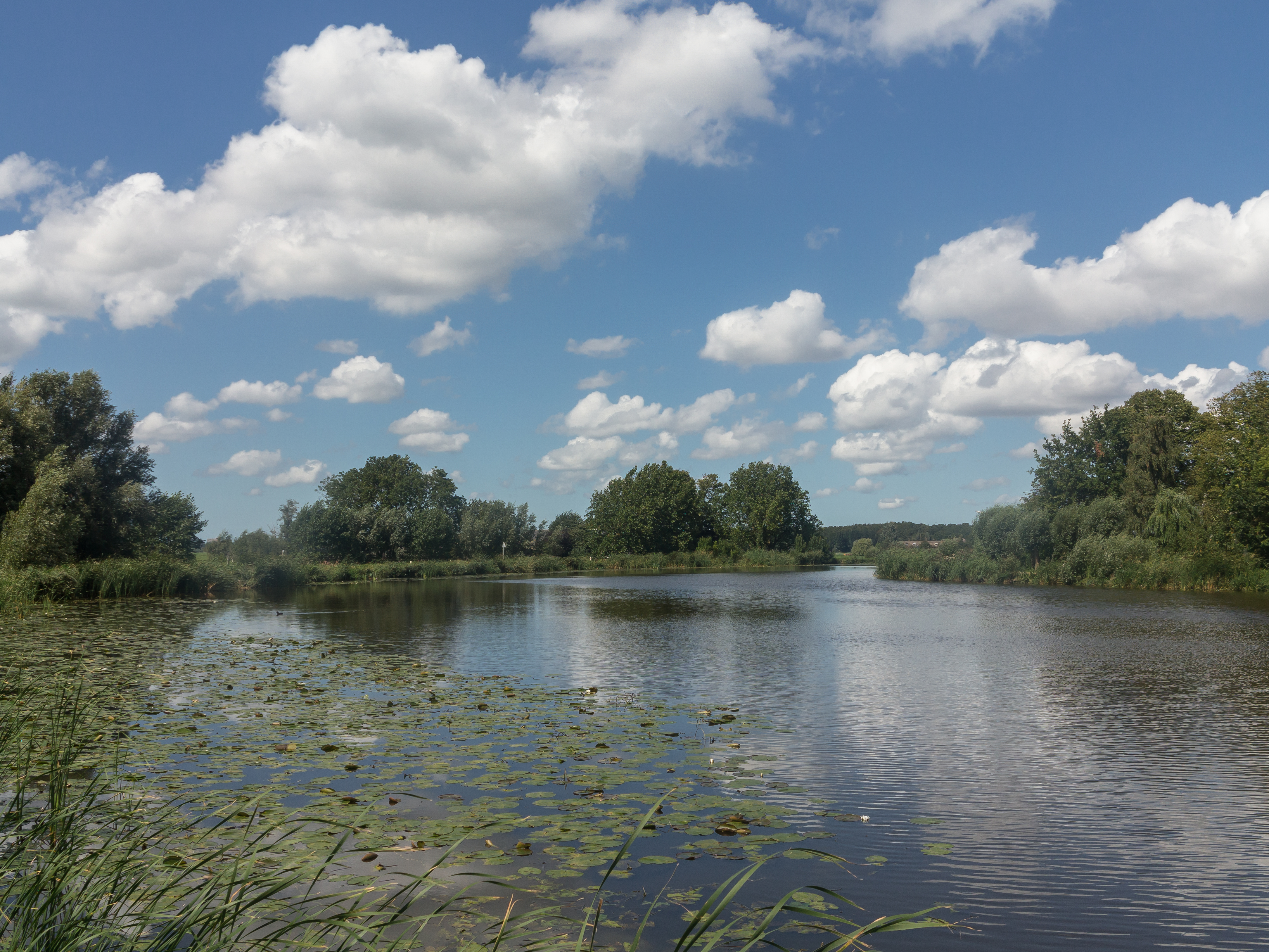
Ouderkerk ad Amstel, la vista del Ronde Hoep
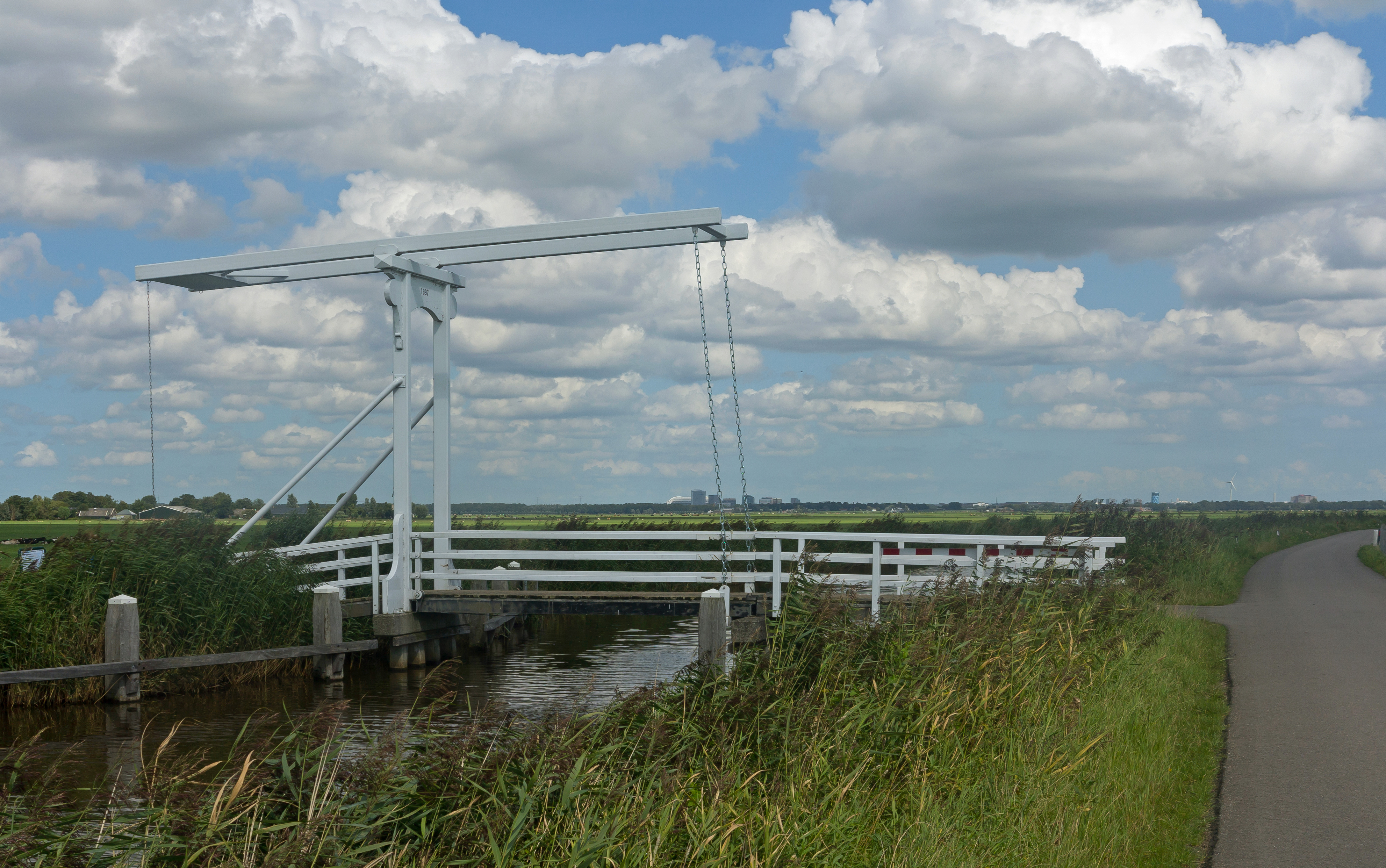
entre Waver y Uithoorn, el puente oscilante: el Jac C Keabrug